# Атмосферний дез-метал
Атмосферний дез-метал є поширенням дез-металу, який значною мірою залежить від створення темної, зловісної, а іноді і меланхолійної атмосфери де присутні шумні рифи, потворна естетика, террор або нервова присутність, наштовхуючи на стіні шуму вид звуку. Хоча це і не є обов'язковим, кілька колективів написали нестійку музику, що нагадує технічний дез-метал але менш для видовищ і багато іншого для хаотичного досвіду слухача і може продемонструвати елементи з блек-металу. А з іншого боку є гурти, які спираються більшою мірою до прогресивної дез-метал традиції з несправною апаратурою і піснями. Запис обман і електронні елементи не є нечуваним, хоч і рідко, і багато роботи мають щільно шаруватої виробництва або можуть бути приховані в шумі. В основі механіки навколишнього середовища, а суворий і конфронтаційний звук є невід'ємною частиною більшості атмосферних дез-метал гуртів. Septicflesh, Nocturnus, Timeghoul, Shade Empire, Enthrope, The Monolith Deathcult, Mechina, Portal  є прикладами атмосферного дез металу.